# العلاج الطبيعي للجهاز القلبي الوعائي والتنفسي
يكمل المعالجون الفيزيائيون الذين يعالجون المرضى بعد جراحة فتح مجرى جانبي للشريان التاجي غير المعقدة (التي تسمى أيضًا عملية طُعم مجازة الشريان التاجي أو كابج اختصارًا) التدخلات العلاجية مثل تمارين التنفس العميق غير المدعومة بالأدلة الكافية المتاحة. قد تكون المعايير التوجيهية مطلوبة لتحسين الممارسة الطبية في الأدبيات الحالية.

## الأمراض والحالات المعالَجة فيزيائيًا

### التليف الكيسي
يعَد التليف الكيسي (سي إف) -المعروف أيضًا بداء الغشاء المخاطي- اضطرابًا وراثيًا يؤثر في الرئتين غالبًا، لكنه قد يصيب البنكرياس والكبد والكليتين والأمعاء أيضًا. خلصَ التقدم الكبير في السنوات القليلة الأخيرة في معالجة التليف الكيسي إلى تطورات كبيرة في طول العمر وتحسين جودة الحياة لكثير من المرضى. على أي حال، ما يزال فشل الجهاز التنفسي المسؤولَ عن أكثر نسب للوفيات المرتبطة بالاضطراب. أدى العلاج الطبيعي دورًا بارزًا على المدى البعيد في معالجة المرض، والتكيف مع تغير أنماطه منذ الولادة حتى البلوغ. لا يقتصر دور المعالج الفيزيائي على تنقية مجرى الهواء، بل يتعدى إلى التشجيع وتقديم النصح فيما يخص التمارين والقوام الجسدي الصحيح والحركة والعلاج التنفسي، ويتضمن أيضًا في المراحل المتقدمة من المرض تقديم الدعم التنفسي غير الغازي. يطغى انطباع عام حول افتقار العلاج الطبيعي للصدر في التليف الكيسي إلى أساس علمي، وهناك دعوة لحاجات المعالجين الفيزيائيين للعلاج المستند إلى الدليل، لتحديد وسائلهم العلاجية بدقة.

### داء الانسداد الرئوي المزمن
يعَد داء الانسداد الرئوي المزمن (سي أو بّي دي) نوعًا من أمراض الرئة السادّة، ويتميز بضعف تدفق الهواء المزمن. تتفاقم الأعراض مع الوقت عادةً. وتتضمن أهم الأعراض ضيق النفس، والسعال، وفرط إفراز المخاط. يؤدي ضيق النفس في داء الانسداد الرئوي المزمن إلى صعوبة الأكل أو التمرين أو التنفس مع تقدم المرض.
الخثار الوريدي العميق
الخثار الوريدي العميق (دي في تي): هو تشكل جلطة دموية (خثرة) في وريد عميق، تتشكل في القدم غالبًا. قد تتضمن العلامات والأعراض غير الدقيقة: الألم، والانتفاخ، والاحمرار، واحتقان الأوردة السطحية. تعَد الصمة الرئوية من المضاعفات المهددة للحياة، وتحدث عند انفصال الخثرة (انصمامها) وانتقالها إلى الرئتين. حين يجتمع الخثار الوريدي العميق والانصمام، يتشكل مرض آخر يسمى الانصمام الخثاري الوريدي.

## فحوص تقييمية

### فحص المشي 6 دقائق
تعَد إعادة التأهيل الرئوي تدخلًّا مستندًا إلى الأدلة في معالجة مرضى داء الانسداد الرئوي المزمن. يشيع استخدام فحص المشي 6 دقائق (6 إم دابليو تي) لتقييم التغيرات في السعة الوظيفية مع التمرين عند مرضى داء الانسداد الرئوي المزمن بعد إعادة تأهيلهم رئويًا بنتائج أولية تشير إلى تمكنهم من السير مسافة خلال الفحص (فحص المشي 6 دقائق). أثبت اختبار المشي 6 دقائق جودته وموثوقيته، والقدرة على الكشف عن التغيرات بعد إعادة التأهيل الرئوي. بالإضافة إلى فحص نتائج إعادة التأهيل الرئوي، قد يُستخدم فحص المشي 6 دقائق لتحديد حجم الإعاقة لدى المريض، وتصميم برنامج للمشي، وتحديد هل يستفيد المريض من الأسطوانة، وهل يحدث لديه نقص تأكسج في الدم مع التمرين.